# Krzysztof Mehlich
Krzysztof Jan Mehlich (né le 2 août 1974 à Strzelce Opolskie) est un athlète polonais, spécialiste du 110 m haies.
Il remporte la médaille de bronze lors des Universiades de 1995 et est éliminé en demi-finale lors des Jeux olympiques de 1996. Son record personnel est de 13 s 40 obtenu en 1996 à Tallinn.